# Olympische Sommerspiele 1912/Turnen – Schwedisches System (Männer)
Der Turnwettkampf im Schwedischen System bei den Olympischen Spielen 1912 wurde am 8. Juli von 14:00 bis 17:00 Uhr im Olympiastadion Stockholm ausgetragen.
Jede Mannschaft musste aus mindestens 16 und maximal 40 Turnern bestehen. Diese mussten während des Wettkampfs gleichzeitig antreten und hatten dafür insgesamt eine Stunde Zeit. Bewertet wurde neben der Ausführung der Übungen an den Geräten auch das Verlassen und der Wechsel der Geräte sowie der Einmarsch zu Beginn. Am Ende wurden anhand eines Durchschnittswert der einzelnen Nationen die Abschlussplatzierungen ermittelt.

## Ergebnisse
| Rang | Land     | Athleten | Punkte |
| ---- | -------- | --- | ------ |
| 1    | Schweden | Per Bertilsson, Carl-Ehrenfried Carlberg, Nils Granfelt, Curt Hartzell, Oswald Holmberg, Anders Hylander, Axel Janse, Boo Kullberg, Sven Landberg, Per Nilsson, Benkt Norelius, Axel Norling, Daniel Norling, Sven Rosén, Nils Silfverskiöld, Carl Silfverstrand, John Sörenson, Yngve Stiernspetz, Karl-Erik Svensson, Karl-Johan Svensson, Knut Torell, Edward Wennerholm, Claës-Axel Wersäll, David Wiman                                                                          | 937,46 |
| 2    | Dänemark | Peter Villemoes Andersen, Valdemar Bøggild, Søren Peter Christensen, Ingvald Eriksen, George Falcke, Torkild Garp, Hans Trier Hansen, Johannes Hansen, Rasmus Hansen, Jens Kristian Jensen, Alfred Jensen, Karl Kirk, Jens Kirkegaard, Olaf Kjems, Carl Larsen, Jens Peter Laursen, Marius Lefevre, Poul Mark, Einar Olsen, Hans Pedersen, Hans Eiler Pedersen, Olaf Pedersen, Peder Larsen Pedersen, Aksel Sørensen, Jørgen Ravn, Søren Thorborg, Kristen Vadgaard, Johannes Vinther | 898,84 |
| 3    | Norwegen | Arthur Amundsen, Jørgen Andersen, Trygve Bøyesen, Georg Brustad, Conrad Christensen, Oscar Engelstad, Marius Eriksen, Aksel Hansen, Peter Hol, Eugen Ingebretsen, Olaf Ingebretsen, Olaf Jacobsen, Erling Jensen, Thor Jensen, Frithjof Olsen, Oscar Olstad, Edvin Paulsen, Carl Alfred Pedersen, Paul Pedersen, Realf Robach, Sigurd Smebye, Torleif Torkildsen | 857,21 |